# Ove Hede Nielsen
Ove Hede Nielsen (29. november 1907 i Horsens – 10. oktober 1974) var en dansk erhvervsmand.
Hede Nielsen var søn af grundlæggeren Niels Hede Nielsen og hustru Eva f. Hansen og yngre bror til Eigil Hede Nielsen, fik en købmandsmæssig uddannelse i familiefirmaet Hede Nielsen A/S og var derefter længere på ophold i Tyskland, England og Amerika. Selvom broderen Eigil overtog den primære ledelse af firmaet, fik Ove Hede Nielsen opbygget sin egen niche i virksomheden. Han havde siden sin barndom haft interesse for radioer, og i 1928 gik han i gang med at fremstille radioapparater under navnet "Herofon" i et hjørne af fabrikken. Allerede i 1930 omsatte radiofabrikken for over 300.000 kroner og i 1939, hvor Niels Hede Nielsen fyldte 60 år, var den årlige produktion af sønnens "Herofon"-radioer oppe på mere end 10.000 enheder. Senere blev han direktør for den separate Arena-fabrik.
Han blev direktør i Hede Nielsens Fabriker A/S fra 1938, senere direktør i Hede Nielsen A/S og Hede Nielsen Investment A/S. Han var indehaver af Horsens Kølehus, næstformand for bestyrelsen for Hede Nielsen Investment A/S og Hede Nielsen A/S, medlem af bestyrelsen for Stjernholms Trælasthandel A/S og Havnemøllen A/S, Horsens.
Ved siden af sit virke som fabrikant ejede han en gård ved Ry, hvor han var landmand.
Han blev islandsk vicekonsul 1973 og var Ridder af Dannebrog.
Han var far til Leif, Sven og Claus Hede Nielsen.